# 1979–1983
1979–1983 – trzeci album zespołu Ogród Wyobraźni, wydany w 2022 roku nakładem wydawnictwa GAD Records. Album składa się z kompilacji, czteropłytowej edycji, zbierającej zachowane nagrania studyjne i koncertowe najważniejszego składu grupy. CD 1 zawiera utwory nagrane w studio. Materiał został zremasterowany i okraszony książeczką z historią zespołu i zdjęciami. Za remaster odpowiedzialny jest Robert Luchowski (Atrament Studio). 

## Lista utworów
Źródło:.

### CD 1
1. „Świątynia dumania” – 6:42
2. „Wiatr” – 4:28
3. „Szczęście” – 5:56
4. „Czas” – 7:42
5. „Noc” – 6:02
6. „Komu zapłacić gwiezdne” – 6:08
7. „Ego” – 6:28
8. „Nie łam się” – 4:35
9. „List rewolucyjny” – 6:30
10. „Ktokolwiek wie” – 4:04
11. „List rewolucyjny” (pierwsza wersja) – 6:20
12. „Nie łam się” (pierwsza wersja) – 4:28
13. „Garden of Imagination” – 5:16

### CD 2
Jarocin 80 – Konkurs
1. „Zapowiedź MC” – Walter Chełstowski – 1:02
2. „Szczęście” – 4:22

Jarocin 80 – Finał
1. „Zapowiedź” (ogłoszenie wyników Festiwalu) – 2:44
2. „Szczęście” – 5:13
3. „Czas” – 7:01
4. „Noc” – 7:08
5. „W blasku słońca” – 3:34
6. „Lepszy, spokojny dzień” (nauka publiczności) – 1:36
7. „Lepszy, spokojny dzień” – 8:24
8. „Gilotyna” – 6:08

Rockowisko 81
1. „Trzeba nauczyć się życia” – 5:31

Rock na Wyspie 1981
1. „Taniec wolnych ludzi” – 5:34
2. „Krzyk” – 7:18

### CD 3
Jarocin 81
1. „Zapowiedź” – 2:19
2. „Samobójstwo” – 4:12
3. „Czas” – 6:30
4. „Wyznanie małego Johnny I” – 7:51
5. „Głos” – 7:29
6. „Lepszy, spokojny dzień” (przerwany) – 1:53
7. „Lepszy, spokojny dzień” – 7:19
8. „Wyznanie małego Johnny II” (J. Olejnik – B. Patten) – 7:09
9. „Wewnątrz opowiadania” – 8:42

Jarocin 83
1. „Zapowiedź” – 0:53
2. „Megalowyznanie” – 5:53
3. „W pewnym przemienionym świecie” – 5:38

### CD 4
Rock Jamboree 81
1. „Zapowiedź MC” – Jacek Sylwin – 3:13
2. „Krzyk” – 7:50
3. „Lepszy, spokojny dzień” – 7:32
4. „Taniec wolnych ludzi” – 6:24
5. „Świat strzykawek” – 8:35
6. „Wyznanie małego Johnny I” – 7:45
7. „Wyznanie małego Johnny II” – 6:59

Głogów 82
1. „Utwór instrumentalny I” – 3:05
2. „Utwór instrumentalny II” – 5:20

Ełk
1. „Utwór instrumentalny III” (Jacek Olejnik) – 4:55
2. „Próba I” – 5:13
3. „Próba II” – 4:15

## Twórcy
Źródło:.
- Janusz Zapolski-Downar – śpiew
- Jacek Olejnik – instrumenty klawiszowe
- Bogdan Łoś – gitara
- Władysław Jankowski – gitara basowa
- Sławomir Chabski – perkusja
- Marek Wierzbicki – gitara (CD1: 1, 2)
- Elżbieta Grzegorczyk – śpiew (CD1: 9)
- Wojciech Dębski – gitara (CD3: 11, 12)
- Cezary Hirsztritt – instrumenty klawiszowe (CD3: 11, 12)
- Jarosław Ciereszko – gitara basowa (CD3: 11, 12)